# Moto 360
O Moto 360 é um smartwatch (relógio inteligente) baseado na plataforma Android Wear e anunciado pela Motorola Mobility em 2014. O aparelho foi anunciado em 18 de março de 2014  e lançado em 5 de setembro de 2014 nos Estados Unidos, junto com os novos modelos do Moto X , Moto G, sendo posteriormente lançado no Brasil, em 5 de novembro de 2014.

## Hardware e design
O formato do aparelho é baseado no design circular de relógios de pulso convencionais. Ele usa uma tela de toque capacitiva quase circular, com exceção de uma pequena linha na parte inferior onde um sensor de luz ambiente foi acomodado. É recoberto de aço inoxidável e possui uma pulseira removível, além de um único botão no lado direito do dispositivo. O relógio também é resistente a respingos de água e usa um carregador sem fios para recarregar a bateria. Conta ainda com sensor de batimentos cardíacos.
O desempenho do Moto 360 é satisfatório para sua categoria, mesmo usando um SoC desatualizado (De 2010), e por conta de sua arquitetura antiga, a bateria acaba sendo sacrificada e algumas funções do Android Wear como o "Tela Ambiente", que permitiria o smartwatch ficar sempre com a tela ativa, imitando um relógio convencional, foram removidas ou limitadas.

## Software
O Moto 360 roda Android Wear, uma versão da plataforma móvel popular da Google desenhada específicamente para o mercado de vestíveis. Ele integra o serviço Google Now e pareia via bluetooth com aparelhos com versões do android superiores ao Android 4.3 (Jelly Bean) para oferecer notificações e controle por voz de diversas tarefas que podem ser realizadas pelo smartphone.